# ستينيو فنسنت
ستينيو فنسنت (بالفرنسية: Sténio Vincent) (و. 1874 – 1959 م) هو سياسي من هايتي ولد في بورت أو برنس.